# Weltbeschäftigungskonferenz
Als Weltbeschäftigungskonferenz (Kurzform; englisch: World Employment Conference) wird ein im Jahr 1976 auf Initiative der Internationalen Arbeitsorganisation in Genf veranstalteter Kongress bezeichnet. Das als Ergebnis vorgestellte “Grundbedürfniskonzept” beeinflusste die spätere Entwicklungshilfepolitik verschiedener Länder.
Der Kongress wurde als Folge einer Resolution der 59. Internationalen Arbeitskonferenz (Veranstalter: IAO) aus dem Jahr 1974 organisiert. Die Konferenz mit dem kompletten Namen Tripartite World Conference on Employment, Income Distribution and Social Progress and the international Division of Labour (deutsch: Dreigliedrige Weltkonferenz über Beschäftigung, Einkommensverteilung und sozialen Fortschritt und die internationale Arbeitsteilung) fand vom 4. bis 17. Juni 1976 statt und wurde von mehr als 1000 Teilnehmern aus 121 Ländern besucht. Darunter waren Vertreter von Regierungen sowie von Arbeitnehmer- und Arbeitgeberorganisationen. 22 internationale und 58 Nichtregierungsorganisationen schickten Delegierte. Anders als bei den sonst üblichen, jährlich stattfindenden Internationalen Arbeitskonferenzen der IAO nahmen nicht nur Vertreter von Arbeits-, sondern auch von Wirtschafts- und Handels-, Außen- und Entwicklungshilfe-Ministerien teil.
Auf der Konferenz wurde ein Konzept der vorrangigen Befriedigung der Grundbedürfnisse (basic needs) aller Menschen erarbeitet. Besonders sollten dabei die elementaren Bedürfnisse der untersten Einkommensgruppen beachtet werden. Dazu wurde ein Aktionsprogramm beschlossen, in dem nationale Strategien und Entwicklungspläne als Hauptziel die Erfüllung dieser Grundbedürfnisse verfolgen sollten. Diese Strategie wurde auch von der UN-Generalversammlung bekräftigt. Als Grundbedürfnisse wurden neben privatem Verbrauch (Ernährung, Wohnung, Kleidung, Einrichtung) Basisdienstleistungen der Gemeinschaft (Trinkwasserversorgung, sanitäre Anlagen, Verkehrsmittel, Gesundheits- und Bildungseinrichtungen) definiert. Als Ziel wurde die Anhebung der Mindeststandards auf ein bestimmtes Niveau bis zum Ende des Jahrhunderts ausgegeben. Der Fokus auf die Grundbedürfnisse folgte den Ergebnissen von vorlaufenden, parallelen Studien der Bariloche- und Dag Hammarskjöld-Stiftungen sowie der IAO. Die Grundbedürfnisbefriedigung trat an die Stelle eines bislang rein ökonomischen definierten Entwicklungsbegriffs; womit der Mensch und nicht mehr nur das Wirtschaftswachstum in das Zentrum des angestrebten Entwicklungsprozesses rückte.
Als Folge der Konferenzergebnisse definierte die Bundesregierung 1978 u. a. die Grundbedürfnisse gemäß der Vorgaben des Aktionsprogrammes.

## Weitere internationale Beschäftigungskonferenzen
Zahlreiche weitere internationale Konferenzen wurden ebenfalls als Beschäftigungskonferenzen bezeichnet: So fand im März 1994 in Detroit die erste Beschäftigungskonferenz der Industrienationen der G7 statt; der im April 1996 eine zweite in Lille folgte. Der Verband der Personal-Dienstleister führte eine Welt-Beschäftigungskonferenz durch, im Jahr 2004 fand sie in Montreux statt. Am 23. Mai 2011 lud Frankreich die G20-Länder zu einer Ministerkonferenz zum Thema Beschäftigung nach Paris ein. Vom 8. bis zum 10. Oktober 2014 fand in Mailand eine EU-Beschäftigungskonferenz statt.